# Laško
Laško (niem. Tüffer) – miasto w Słowenii, w Dolnej Styrii.
Laško jest położone na wysokości 229 m n.p.m., w dolinie rzeki Savinja, wpadającej w granicach gminy w Zidani Most do Sawy. Miasto leży przy zbudowanej w czasach Austro-Węgier południowej magistrali kolejowej Wiedeń-Triest.
Od czasów rzymskich Laško cenione jest z uwagi na źródła termalne. W II poł. XIX w. miejscowe, nowoczesne wtedy uzdrowisko było kosmopolityczną Mekką zamożnych kuracjuszy z kręgów arystokratycznych (Kaiser Franz Josef Bad). Źródła wody o doskonałym smaku znalazły też inne zastosowanie – miasto znane jest w Słowenii z największego słoweńskiego browaru (Browar Laško, słoweń. Pivovarna Laško), produkującego też jedne z najlepszych piw. Nazywane jest również miastem piwa i kwiatów, czego tradycję podtrzymuje coroczny Festiwal Piwa i Kwiatów (Pivo-Cvetje).
Miasto jest centrum rehabilitacyjnym dzięki współpracy z klinikami neurologii, traumatologii i neurochirurgii z Lublany. Nad miastem wznosi się zamek Tabor.
Według danych szacunkowych na rok 2007 liczy 3 395 mieszkańców.